# Mae Harrington
Mae Harrigton, née le 20 janvier 1889 aux États-Unis et morte le 29 décembre 2002 toujours aux États-Unis, était une doyenne de l'humanité du 28 mai 2002 jusqu'à sa mort (succédant à Adelina Domingues et laissant place à Yūkichi Chūganji) mais également une doyenne des États-Unis à partir du 13 mars 2002 (succédant à Delvina Dahleiners et laissant place à Mary Christian). Elle est morte à 113 ans et 343 jours.